# Свети Иван Жабно
Свети Иван Жабно је насељено место и седиште општине у Копривничко-крижевачкој жупанији, Хрватска. До територијалне реорганизације у Хрватској налазио се у саставу бивше велике општине Крижевци.

## Становништво
На попису становништва 2011. године, општина Свети Иван Жабно је имала 5.222 становника, од чега у самом Светом Ивану Жабном 1.199.

## Попис 1991.
На попису становништва 1991. године, насељено место Свети Иван Жабно је имало 1.286 становника, следећег националног састава:
| Попис 1991.‍   | Попис 1991.‍  | Попис 1991.‍ | Попис 1991.‍ | Попис 1991.‍ |
| ------------- | ------------ | ----------- | ----------- | ----------- |
|               |              |             |             |             |
| Хрвати        | Хрвати       |             | 1.218       | 94,71%      |
| Срби          | Срби         |             | 13          | 1,01%       |
| Муслимани     | Муслимани    |             | 7           | 0,54%       |
| Југословени   | Југословени  |             | 5           | 0,38%       |
| Чеси          | Чеси         |             | 4           | 0,31%       |
| Словенци      | Словенци     |             | 3           | 0,23%       |
| Немци         | Немци        |             | 1           | 0,07%       |
| Црногорци     | Црногорци    |             | 1           | 0,07%       |
| неопредељени  | неопредељени |             | 17          | 1,32%       |
| непознато     | непознато    |             | 17          | 1,32%       |
| укупно: 1.286 |              |             |             |             |